# Macromitrium macrosporum
Macromitrium macrosporum là một loài Rêu trong họ Orthotrichaceae. Loài này được Broth. mô tả khoa học đầu tiên năm 1898.